# SPAD S.XVI
SPAD XVI byl francouzský jednomotorový dvoumístný dvouplošník smíšené konstrukce s pevným ostruhovým podvozkem. V posledním roce první světové války byl nasazen na západní frontě  jako průzkumný letoun francouzskými leteckými silami a v menším počtu se vyskytoval i ve výzbroji letecké služby Armády Spojených států.

## Vznik
V roce 1917 šéfkonstruktér leteckého výrobce Société Pour L'Aviation et ses Dérivés Louis Béchereau hledal cestu, jak vylepšit průzkumný SPAD S.XI v plnohodnotný bojový stroj, použitelný i jako zamýšlený stíhací. Řešení nalezl v podobě instalace výkonnějšího vidlicového vodou chlazeného osmiválce Lorraine 8Bb o výkonu 176 kW. Současně upravil i drak zesílením namáhaných prvků a uzlů. Výsledný typ na SPAD S.XI úzce navazoval, lišil se však natolik, že nebyl považován za její verzi a obdržel tak nové typové označení.

## Vývoj
Prototyp nového letounu SPAD XVI byl zalétán na konci léta 1917. Výzbroj se skládala ze synchronizovaného kulometu Vickers ráže 7,7 mm na trupu mírně vpravo před pilotem a jedním, nebo dvojicí pohyblivých kulometů Lewis:s.519 téže ráže na oběžném kruhu Scarff v pozorovatelově prostoru. Na závěsnících pod spodním křídlem mohl nést až 70 kg pum.:s.519
Typ byl díky silnější pohonné jednotce sice rychlejší než jeho předchůdce, ale problémy s ovládáním a obratností, kterými trpěl S.XI, se vyřešit nepodařilo. Letoun navíc nedosahoval rychlosti srovnatelné s konkurenčními typy Breguet 14 A.2 a Salmson 2 A.2.:s.515
Testy proběhly urychleně, neboť francouzské letectvo potřebovalo více průzkumných strojů vyšší třídy schopných samostatných akcí bez stíhacího doprovodu.

## Nasazení

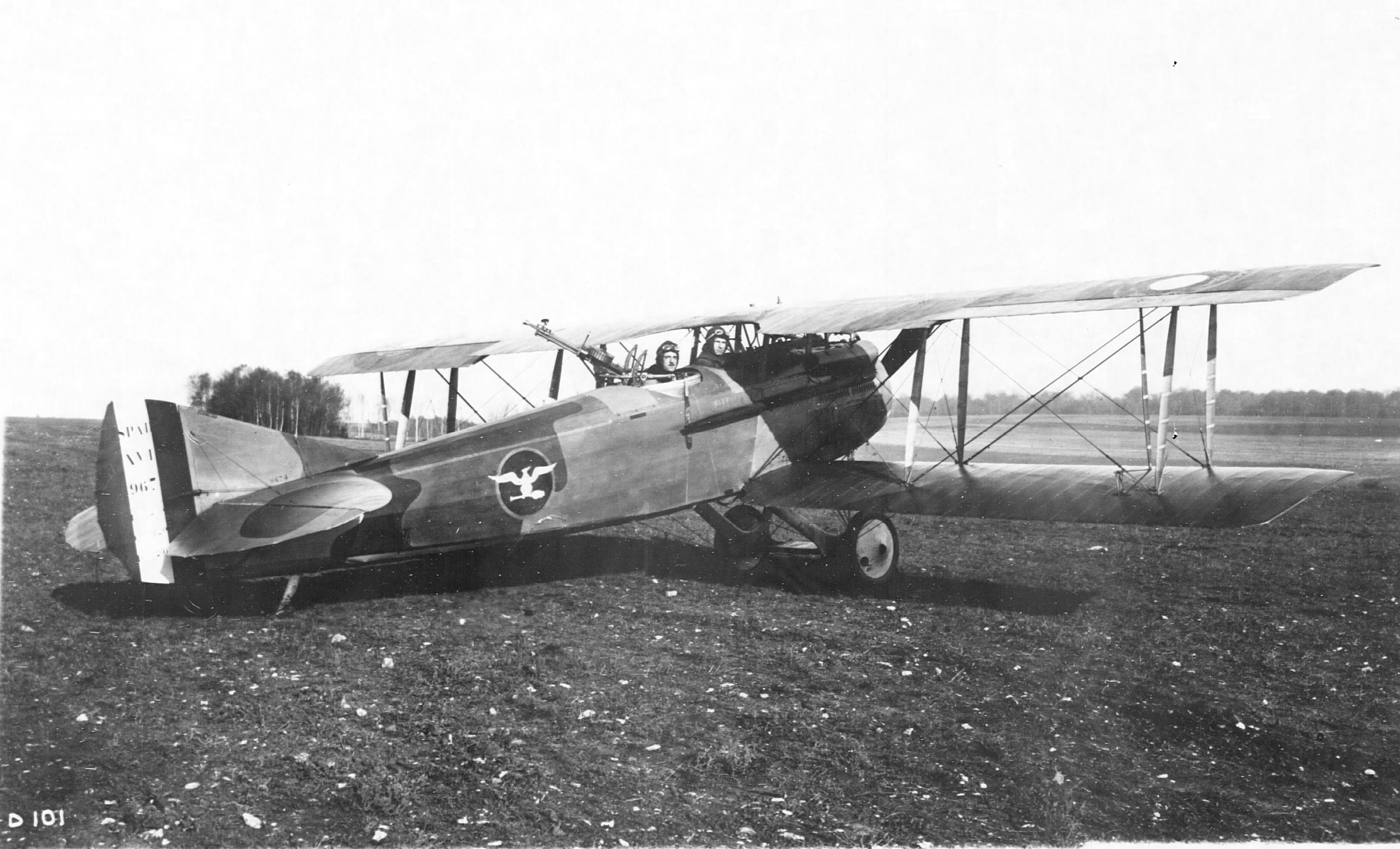
Osobní letoun SPAD XVI generála Williama „Billy“ Mitchella, AEF

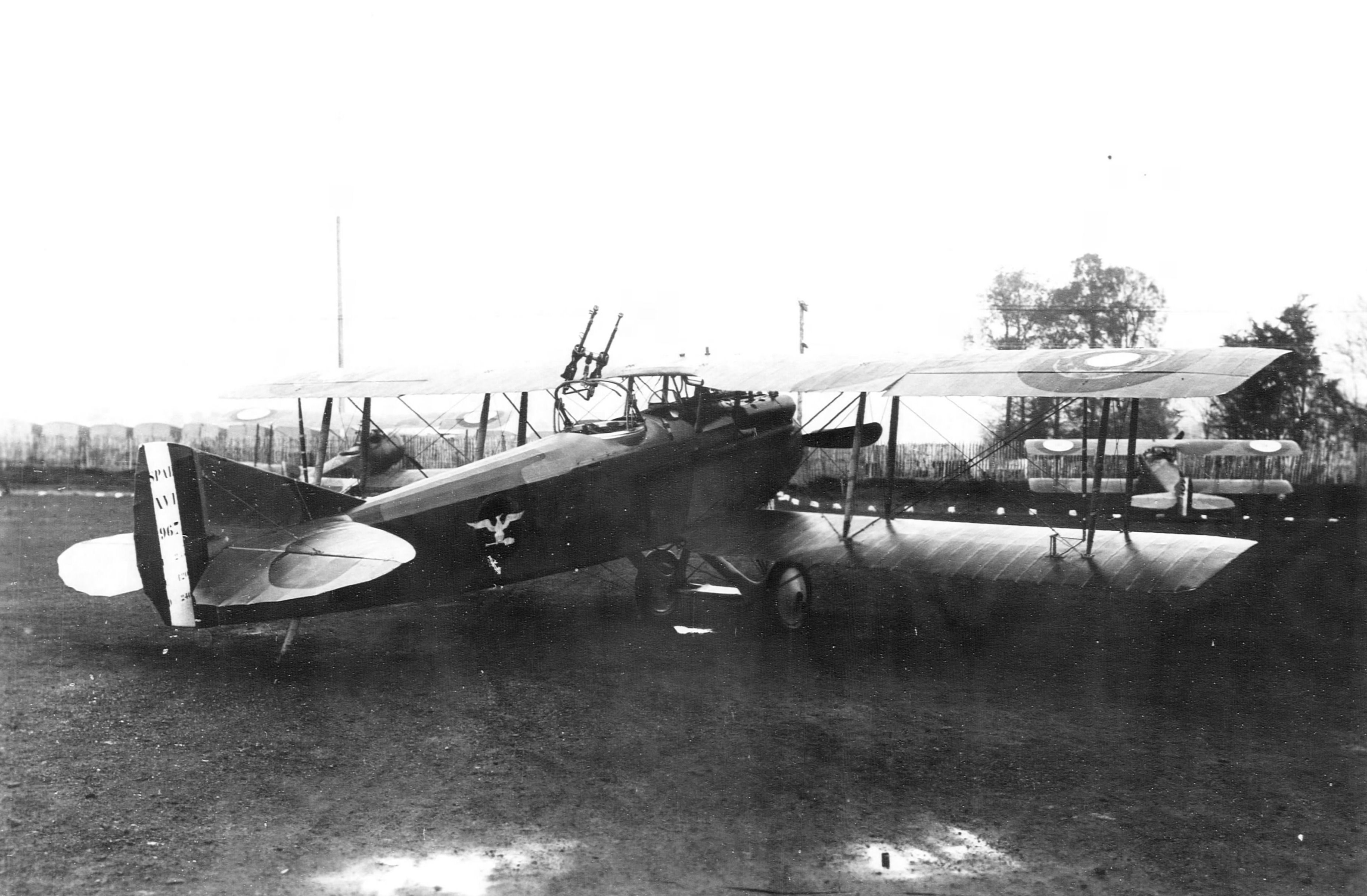
SPAD XVI, Francie, 1918

Jako první byla s letouny SPAD XVI v říjnu 1917 založena escadrille SPA-Bi 34, následovaná téhož měsíce jednotkou SPA-Bi 42. Obě letky měly ověřit vlastnosti typu v bojových podmínkách. Začátkem roku 1918 se SPADy XVI přezbrojila letka SPA-Bi 2, dále SPA-Bi 47, kde nahradily stroje Salmson 2 A.2 a nově s nimi utvořila SPA-Bi 284. V lednu SPADy XVI A.2 místo dosavadních S.XI A.2 obdržela SPA-Bi 265. V březnu na typ přešla SPA-Bi 21, zatímco nově byla utvořena SPA-Bi 286. V červnu pak S.XVI obdržely jednotky SPA-Bi 36, kde nahradily Sopwith 1½ Strutter, SPA-Bi 55 původně rovněž se Struttery, SPA-Bi 60, SPA-Bi 255, SPA-Bi 276, SPA-Bi 278 a SPA-Bi 289. Poté na západní frontě operovalo celkem 235 strojů SPAD XVI A.2. V červenci pak následovaly letky SPA-Bi 258, 261 a 285. Během srpna typ obdržely za starší S.XI A.2 escadrille SPA-Bi 20 a 54 a dále SPA-Bi 64 a 268. Své „jedenáctky“ vyměnila v září za nový typ i SPA-Bi 53, v tomto měsíci převzala deset exemplářů i SPA-Bi 266. V říjnu 1918 byly na SPAD XVI přezbrojeny ještě letky SPA-Bi 63 a 140. V říjnu 1918 se na frontě vyskytovalo přibližně 130 SPADů XVI.:s.516
Hlavní činností „šestnáctek“ na frontě byly průzkumné akce a pozorování a řízení palby francouzského a spojeneckého dělostřelectva, méně obvykle se uplatnily i při průzkumu za německou frontou. Bombardování a bitevní akce prováděly pouze příležitostně. SPA-Bi 55 se uplatnila při silných pozemních bojích v Ardenách za spojenecké ofenzívy v závěru války.
Začátkem roku 1919 byla většina jednotek užívajících typ buď rozpuštěna či přezbrojena typy Salmson 2 a Breguet 14. SPAD XVI zůstal ve službě pouze u bývalých válečných letek SPA-Bi 2 (v poválečné organizaci označena jako 3. letka II. skupiny 7. průzkumného leteckého pluku, později 9. letka 37. pluku v Rabatu), SPA-Bi 20 (nově označena jako 7. letka IV. skupiny 7. leteckého průzkumného pluku, později 35. pluku), SPA-Bi 47 (nově 7. letka IV. skupiny 3. leteckého průzkumného pluku), SPA-Bi 53 (2. letka I. skupiny 5. leteckého průzkumného pluku, později 11. letka 33. pluku v rámci francouzských okupačních sil v Porýní) a SPA-Bi 55 (1. letka I. skupiny 7. leteckého průzkumného pluku, později přidělená 37. pluku). I od těchto útvarů byl letoun vyřazen do roku 1920.:s.520
Jeden kus si k vyzkoušení vyžádalo Belgické letectvo a šest strojů zakoupily v srpnu 1918 Americké expediční síly.:s.520

## Uživatelé
- Belgie
  - Aviation militaire (1 kus)
- Francie
  - Aéronautique militaire
- Spojené státy americké
  - USAS/American Expeditionary Forces (6 kusů)

## Specifikace

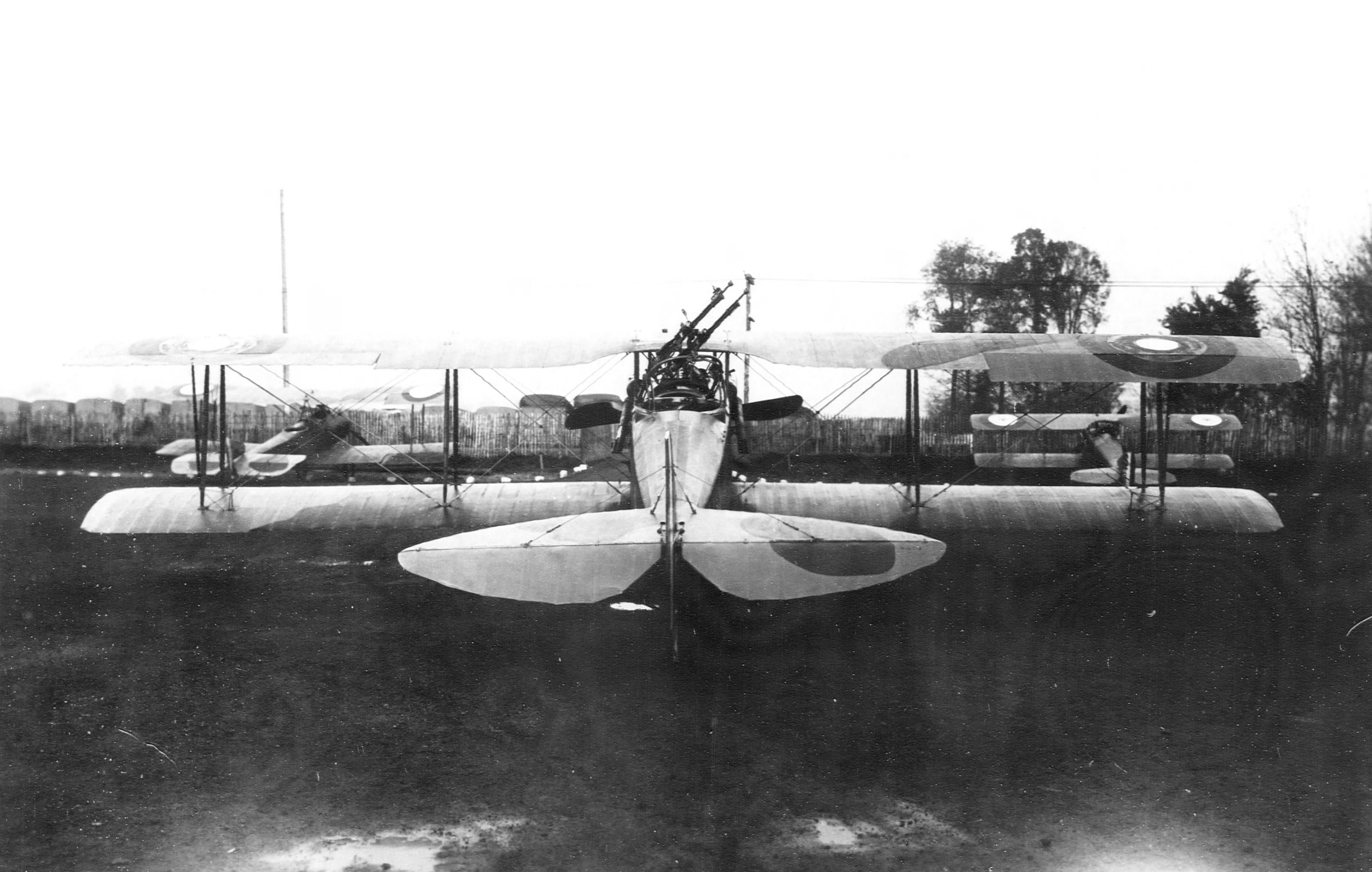
SPAD S.XVI

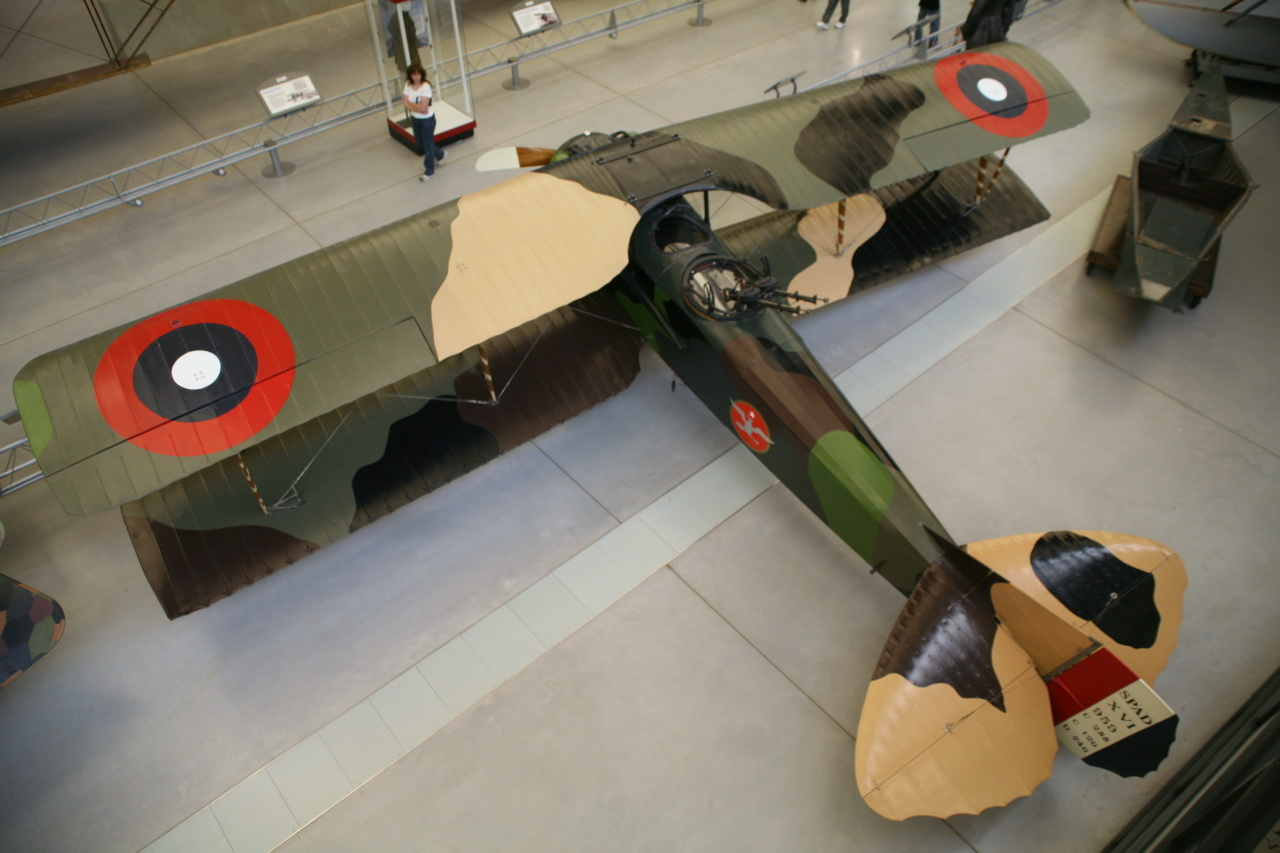
SPAD XVI vystavený ve Steven F. Udvar-Hazy Center

Údaje dle

### Technické údaje
- Rozpětí: 11,21 m
- Délka: 7,84 m
- Výška: 2,84 m
- Nosná plocha: 30,00 m²
- Vzletová hmotnost: 1140 kg
- Pohonná jednotka: vidlicový osmiválec Lorraine-Dietrich 8Bb
- Výkon pohonné jednotky: 240 hp (178,9 kW)[1]:s.519

### Výkony
- Maximální rychlost u země: 180 km/h
- Maximální rychlost ve 3000 m: 169 km/h
- Výstup do 2000 m: 9,25 min
- Výstup do 4000 m: 29 min 27 s

### Výzbroj
- 1 ×  synchronizovaný kulomet Vickers ráže 7,7 mm[1]:s.519
- 1-2 × pohyblivý kulomet Lewis ráže 7,7 mm[1]:s.519
- 70 kg pum[1]:s.519